# 기니개코원숭이
기니개코원숭이 (Papio papio)는 구세계원숭이에 속하는 개코원숭이의 일종이다. 일부 분류에서는 개코원숭이속(Papio)에 속하는 2종 중 하나로, 나머지 하나는 망토개코원숭이이다. 이들 분류에서는 나머지 모든 개코원숭이를 기니개코원숭이의 아종으로 분류하고, 기니개코원숭이를 사바나개코원숭이(P. papio)라 부른다.
기니개코원숭이는 서아프리카의 작은 지역에서 산다. 분포 지역은 기니, 세네갈, 감비아, 모리타니아 남부, 말리 서부이다. 털은 불그스레한 다갈색이고, 얼굴은 대체적으로 개를 닮았고, 털이 없는 자줏빛 또는 검은 얼굴 둘레에 작은 갈기가 나 있다. 기니개코원숭이는 개코원숭이 중에서 가장 작다.
주행성이자 영역과시형 동물이지만, 밤에는 나무들 속에서 잔다. 군집 행동에 대해서는 잘 알려져 있지 않지만, 수컷 한 마리가 여러 암컷을 거느리고 사는 것으로 보인다. 모든 개코원숭이들처럼 잡식성이며, 과일과 새싹, 나무뿌리, 곤충 그리고 작은 포유류를 먹는다.
분포 지역이 좁고, 서식지 파괴때문에 기니개코원숭이는 IUCN에 의해 멸종위기등급의 "취약근접"으로 분류되고 있다.